# The Sentinel (India)
The Sentinel è un giornale quotidiano di lingua inglese dell'Assam.
Nato nel 1983 è uno dei due maggiori giornali dello stato e fa parte del maggiore gruppo di media del nord-est indiano. Ha cinque edizioni pubblicate contemporaneamente da Guwahati, Dibrugarh, Shillong, Silchar e Itanagar.
Gauri Shankar Kalita, uno dei più importanti giornalisti assamesi, ha scritto per molti anni per il quotidiano.